# آکاسیای آیرسیانا
 آکاسیا آیرسیانا (نام علمی: Acacia ayersiana) نام یک گونه از سرده آکاسیا است.